# Lluís IV de França
Lluís IV el d'Ultramar (francès: Louis IV d'Outremer; nascut entre setembre del 920 i setembre del 921 i mort el 10 de setembre del 954 a Reims), fou rei dels francs occidentals des del 936 fins a la seva mort. Quan el seu pare, Carles III el Simple, fou destronat el 922, Lluís, encara molt petit, salpà amb la seva mare, Odgiva de Wessex, cap a Anglaterra (origen del seu sobrenom), on cercaren refugi primer a la cort del seu avi matern, Eduard el Vell, i després a la cort del seu oncle Etelstan, rei de Wessex.
Esdevingué l'hereu carolingi a la mort de Carles III el 929. A la primavera del 936, el poderós marquès de Nèustria, Hug el Gran, el feu tornar d'Anglaterra per succeir al rei Radulf, traspassat uns mesos abans, restaurant així la dinastia carolíngia al tron dels francs.
Va ser coronat a Laon per Artald, arquebisbe de Reims, el diumenge 19 de juny del 936. Malgrat que la seva sobirania es limitava, en la pràctica, a la ciutat de Laon i a algunes localitats del nord de França, Lluís va demostrar una agudesa superior a la seva edat quan va aconseguir el reconeixement de la seva autoritat per part dels nobles. Tanmateix, el seu regnat va estar marcat pels conflictes, sobretot amb Hug el Gran, comte de París.
El 939 Lluís es va implicar en la lluita contra l'emperador Otó el Gran sobre el Ducat de Lorena. Poc després, però, es casaria amb la germana d'Otó, Gerberga de Saxònia (914-984). Van tenir dos fills i una filla: Lotari, que el succeí; Carles, duc de la Baixa Lorena, i Matilda, que es va casar amb Conrad, rei de Borgonya.
El restabliment de la legitimitat carolíngia que va significar el seu accés al tron va conduir a refer uns certs lligams entre la monarquia franca i la major part dels comtats catalans i, de manera molt especial, amb els naixents monestirs, que cercaven obtenir la consolidació amb els seus preceptes. Així, el comte Guifré II de Besalú devia prestar-li homenatge el 952, i l'abat Hildesind de Sant Pere de Rodes n'obtingué l'últim dels preceptes que dictà per a Catalunya, el 953.
Lluís IV va morir en caure del cavall l'any 954 a Reims i està enterrat a la basílica de Sant Remigi d'aquesta ciutat.